# Olivola (Benevento)
La contrada Olivola è una località abitata del comune di Benevento, in Campania, È nota per la presenza dell'omonimo aeroporto.

## Geografia
Si trova in un'area agricola a 4 Km dalla zona nord di Benevento, ai confini con i comuni di Foglianise, Torrecuso e Fragneto Monforte, nelle vicinanze delle masserie San Chirico, San Vitale e De Gregorio. L'altitudine è tra i 100 e i 200 metri sul livello del mare.

## Storia
Fu luogo di ritrovo di una necropoli coeva, dove furono scoperte tombe di guerrieri con cinturoni e armi.
Fu luogo di proprietà della nobile famiglia Pacca, alla masseria Olivola nel 1756 nacque il cardinale Bartolomeo Pacca, dal 1800 la proprietà passò alla famiglia Capone.
All'inizio degli anni 30 fu costruito dalla Regia Aeronautica l'Aeroporto di Benevento-Olivola, inizialmente base operativa italiana e della Luftwaffe. Dal 2004 venne intitolato al generale Nicola Collarile.

## Monumenti e luoghi d'interesse
- La Masseria Olivola (XVIII secolo)
- L'Aeroporto di Benevento-Olivola